# Лаптево (Краснохолмский район)
Лаптево — деревня в Краснохолмском муниципальном округе Тверской области. 

## География
Деревня находится на берегу речки Неледина в 4 км на восток от города Красный Холм. 

## История
В 1825 году в селе Лаптево была построена каменная Спасская церковь с 3 престолами, метрические книги с 1780 года.
В конце XIX — начале XX века село входило в состав Поповской волости Весьегонского уезда.
С 1929 года деревня входила в состав Глебенского сельсовета Краснохолмского района Бежецкого округа Московской области, с 1935 года — в составе Калининской области, с 2005 года — в составе Глебенского сельского поселения, с 2019 года — в составе Краснохолмского муниципального округа. 

## Население
| 1859 | 1889 | 2010 |
| ---- | ---- | ---- |
| 106  | ↗153 | ↘46  |